# Яр (Томський район)
Яр (рос. Яр) — село у складі Томського району Томської області, Росія. Входить до складу Спаського сільського поселення.

## Населення
Населення — 269 осіб (2010; 322 у 2002).
Національний склад (станом на 2002 рік):
- росіяни — 89 %